# Trophée Bill-Masterton
Le trophée Bill-Masterton (en anglais Bill Masterton Memorial Trophy) est un prix remis par la Ligue nationale de hockey au joueur de hockey sur glace ayant démontré le plus de qualité de persévérance et d'esprit d'équipe.
Ce trophée rend hommage à William Masterton, un ancien joueur des North Stars du Minnesota qui est mort le 15 janvier 1968 lors d'un match de la Ligue nationale de hockey. Le gagnant est choisi par l'Association de presse de hockey professionnel.

## Gagnants du trophée Bill-Masterton
Liste des récipiendaires :
- 1968 – Claude Provost, Canadiens de Montréal
- 1969 – Edward Hampson, Seals d'Oakland
- 1970 – Hubert Martin, Black Hawks de Chicago
- 1971 – Jean Ratelle, Rangers de New York
- 1972 – Robert Clarke, Flyers de Philadelphie
- 1973 – Lowell MacDonald, Penguins de Pittsburgh
- 1974 – Henri Richard, Canadiens de Montréal
- 1975 – Donald Luce, Sabres de Buffalo
- 1976 – Rodrigue Gilbert, Rangers de New York
- 1977 – Edwin Westfall, Islanders de New York
- 1978 – Robert Goring, Kings de Los Angeles
- 1979 – Serge Savard, Canadiens de Montréal
- 1980 – Reginald MacAdam, North Stars du Minnesota
- 1981 – Blake Dunlop (en), Blues de Saint-Louis
- 1982 – Glenn Resch, Rockies du Colorado
- 1983 – Lanny McDonald, Flames de Calgary
- 1984 – Brad Park, Red Wings de Détroit
- 1985 – Anders Hedberg, Rangers de New York
- 1986 – Charles Simmer, Bruins de Boston
- 1987 – Douglas Jarvis, Whalers de Hartford
- 1988 – Robert Bourne, Kings de Los Angeles
- 1989 – Timothy Kerr, Flyers de Philadelphie
- 1990 – Gordon Kluzak, Bruins de Boston
- 1991 – David Taylor, Kings de Los Angeles
- 1992 – Mark Fitzpatrick, Islanders de New York
- 1993 – Mario Lemieux, Penguins de Pittsburgh
- 1994 – Cameron Neely, Bruins de Boston
- 1995 – Patrick LaFontaine, Sabres de Buffalo
- 1996 – Gary Roberts, Flames de Calgary
- 1997 – Anthony Granato, Sharks de San José
- 1998 – Jamie McLennan (en), Blues de Saint-Louis
- 1999 – John Cullen, Lightning de Tampa Bay
- 2000 – Ken Daneyko, Devils du New Jersey
- 2001 – Adam Graves, Rangers de New York
- 2002 – Saku Koivu, Canadiens de Montréal
- 2003 – Stephen Yzerman, Red Wings de Détroit
- 2004 – Bryan Berard, Blackhawks de Chicago
- 2005 – aucun gagnant	 saison annulée
- 2006 – Teemu Selänne, Mighty Ducks d'Anaheim
- 2007 – Philip Kessel, Bruins de Boston
- 2008 – Jason Blake, Maple Leafs de Toronto
- 2009 – Steve Sullivan, Predators de Nashville
- 2010 – José Théodore, Capitals de Washington
- 2011 – Ian Laperrière, Flyers de Philadelphie
- 2012 – Maximillian Pacioretty, Canadiens de Montréal
- 2013 – Joshua Harding, Wild du Minnesota
- 2014 – Dominic Moore, Rangers de New York
- 2015 – Devan Dubnyk, Wild du Minnesota
- 2016 – Jaromír Jágr, Panthers de la Floride
- 2017 – Craig Anderson, Sénateurs d'Ottawa
- 2018 – Brian Boyle, Devils du New Jersey
- 2019 – Robin Lehner, Islanders de New York
- 2020 – Robert Ryan, Sénateurs d'Ottawa
- 2021 – Oskar Lindblom, Flyers de Philadelphie
- 2022 – Carey Price, Canadiens de Montréal
- 2023 – Kristopher Letang, Penguins de Pittsburgh
- 2024 – Connor Ingram (en), Coyotes de l'Arizona
- 2025 – Sean Monahan, Blue Jackets de Columbus